# Agence nationale pour l'information sur le logement
Pour les articles homonymes, voir ADIL.
 (novembre 2023).
Si vous disposez d'ouvrages ou d'articles de référence ou si vous connaissez des sites web de qualité traitant du thème abordé ici, merci de compléter l'article en donnant les références utiles à sa vérifiabilité et en les liant à la section « Notes et références ».
L'Agence nationale pour l'information sur le logement (ANIL) est une association loi de 1901 créée par les pouvoirs publics en mars 1975.
L'ANIL conseille juridiquement, financièrement et fiscalement les particuliers sur les questions du logement et de l'habitat, via le réseau départemental des agences départementales d'information sur le logement (ADIL).
L'organisation est agréée par le ministère chargé du Logement. Elle est présidée par Sophie Pantel, représentante de l'Assemblée des départements de France.
Nathalie Sarrabezolles, Hugues Saury, Claude Jeannerot et René Beaumont sont présidents d'honneur.

## Mission du réseau
Les deux principales sont :
- l’information sur les thématiques du logement pour le grand public et les experts du secteur ;
- le conseil juridique, financier et fiscal.

### Missions de l'ANIL
L’ANIL est un centre de ressources du réseau des Agences départementales pour l'information sur le logement (ADIL).